# Autoroute A30 (Portugal)
Pour les articles homonymes, voir A30.
L'autoroute portugaise A30 est une courte autoroute de 10 km de la région lisboète, qui permet de relier Moscavide à Santa Iria de Azóia et l' .
Cette autoroute est gratuite (concessionnaire: Aenor).

## Historique des tronçons
| Tronçon                            | État                                          | km  |
| ---------------------------------- | --------------------------------------------- | --- |
| Moscavide - Santa Iria de Azóia () | En service (1998) (Concession: Grande Lisboa) | 9,5 |

## Capacité
| Section                          | Capacité | Longueur |
| -------------------------------- | -------- | -------- |
| Moscavide - Sacavém              |          | 2 km     |
| Traversée de Sacavém             |          | 0,2 km   |
| Sacavém - Santa Iria de Azóia () |          | 8 km     |

## Itinéraire

Carte de l'A30

| Sorties | Villes                                           |
| ------- | ------------------------------------------------ |
|         | Moscavide                                        |
| 01      | Sacavém Pont Vasco de Gama (CRIL)                |
| 02      | Parc des Nations                                 |
| 03      | Bobadela                                         |
| 04      | São João da Talha Póvoa de Santa Iria            |
|         | Santa Iria de Azóia Lisbonne Vila Franca de Xira |